# Crozon
Crozon är en kommun i departementet Finistère i regionen Bretagne i västra Frankrike. Kommunen ligger i kantonen Crozon som tillhör arrondissementet Châteaulin. År 2022 hade Crozon 7 410 invånare.

## Befolkningsutveckling
Antalet invånare i kommunen Crozon
Referens:INSEE